# Nymphargus truebae
Espèce
Synonymes
- Centrolenella truebae Duellman, 1976
- Cochranella truebae (Duellman, 1976)

Statut de conservation UICN

 CR  : 
En danger critique
Nymphargus truebae est une espèce d'amphibiens de la famille des Centrolenidae.

## Répartition
Cette espèce est endémique de la province de Paucartambo dans la région de Cuzco au Pérou. Elle se rencontre dans la vallée du río Kosñipata à 1 700 m d'altitude sur le versant amazonien de la cordillère Orientale.

## Description
Les mâles mesurent de 22,6 à 24,8 mm et les femelles jusqu'à 24,8 mm.

## Étymologie
Cette espèce est nommée en l'honneur de Linda Trueb.

## Publication originale
- Duellman, 1976 : Centrolenid frogs from Perú. Occasional Papers of the Museum of Natural History, University of Kansas, vol. 52, p. 1-11 (texte intégral).